# 星野道夫
星野 道夫（ほしの みちお、1952年（昭和27年）9月27日 - 1996年（平成8年）8月8日）は、日本の写真家、探検家、詩人。千葉県市川市南八幡出身。ヒグマの食害に遭い死去した。
アラスカの野生動物、自然、人々を撮影した。厳しい自然の中で動物が生きる姿、人間の生活、命の尊さを綴ったエッセイも執筆。著書に『アラスカ　光と風』（1986年）、『旅をする木』（1994年）など。

## 生涯
千葉県市川市に生まれ、少年時代を同市で過ごす。通い始めた学習塾を1日で辞めたこともあった。実家には今も、通っていた市川市立平田小学校から児童がインタビューのために訪れることがある。
慶應義塾高等学校在学中に北米大陸への旅行を計画し、地下鉄工事等さまざまなアルバイトをして旅費を貯め、父の理解と援助を得て、1968年に16歳のとき、約2ヶ月間の冒険の旅に出た。その時の様子はエッセイ「16歳の時」にまとめられている。同高卒業後、慶應義塾大学経済学部へ進学。大学時代は探検部で活動し、熱気球による琵琶湖横断や最長飛行記録に挑戦した。19歳のとき、神田の洋書専門店で購入したアラスカの写真集を見て、同書に掲載されていたシシュマレフを訪問したいと村長に手紙を送ってみたところ、半年後に村長本人から訪問を歓迎する旨の返事がきた。そこで翌年の夏、日本から何回も航空機を乗り継いでシシュマレフに渡航する。現地でホームステイをしながらクジラ漁についていき、写真を撮ったり漁などの手伝いをしたりしながら3ヶ月間を過ごす。帰国してから指導教官にアラスカでのレポートを提出し、なんとか卒業単位を取ることができたという。
慶大卒業後、動物写真家である田中光常の助手として写真の技術を学ぶはずだったが、助手としてはカメラの設置や掃除・事務所の留守番などの雑用ばかりで、2年間で職を辞した。
1978年、アラスカ大学フェアバンクス校の入試を受けた。入試では、英語（英会話）の合格点には30点足りなかったが、学長に直談判して野生動物管理学部に入学した。その後、アラスカを中心にカリブーやグリズリーなど野生の動植物や、そこで生活する人々の魅力的な写真を撮影した。しかしアラスカ大学の方は結局中退してしまう。1989年には『Alaska 極北・生命の地図』で第15回木村伊兵衛写真賞を受賞する。1993年、萩谷直子と結婚。翌1994年、長男・翔馬が誕生。
1996年8月8日の午前4時頃、TBSテレビ番組『どうぶつ奇想天外!』取材のため滞在していたロシア連邦のカムチャツカ半島南部のクリル湖畔に設営したテントでヒグマに襲われて死亡した。43歳没。この事故については、星野の友人たちやクマを専門とする研究者によって行われた検証によって、地元テレビ局のオーナーに餌付けされたことで人間への警戒心が薄くなっていた個体であったことが指摘された。なお、昼間にテントの入り口から入ろうとするヒグマの写真が星野道夫が最期に撮影したものとして出回っているが、襲撃は深夜のことであり偽物である。

## ヒグマ襲撃事件
以下の事件の経緯はTBSが作成した「遭難報告書」によるものである。
1996年7月25日、TBSの人気動物番組『どうぶつ奇想天外!』の撮影の為、同地を訪れた。今回は星野の持ち込み企画で、「ヒグマと鮭（サケ）」をテーマに撮影する予定で、星野の他にTBSスタッフ3名とロシア人ガイド2名が同行していた。小屋には取材班とガイドの5名が泊まり、星野はそこから数メートル（m）程離れた所にテントを張り、1人で泊まることにした。その時小屋の食糧がヒグマにあさられていた形跡をガイドが発見している。
7月27日、現地を訪れた別のアメリカ人写真家が星野のテント近くにテントを張ったが、その夜金属音で目を覚ました。外に出ると小屋の食糧庫にヒグマがよじ登り、飛び跳ねていた。ヒグマは体長2 m超・体重250 kgはある巨大な雄クマで、額に特徴的な赤い傷があった。アメリカ人写真家が大声を出して手を叩くと、ヒグマは地面に降り、今度は星野のテント後方に周った。その最中、テントから顔を出した星野に写真家は「あなたのテントから3 mにヒグマがいる」と警告し、小屋のドアを叩いてヒグマが出たとガイドに告げた。小屋から出てきたガイドは鍋を叩き鳴らしながら近づき、7、8 mあたりでクマ除けスプレー（以下スプレーと略）をヒグマに向けて噴射したが、ヒグマには届かなかった。その後もガイドが悪戦苦闘しつつスプレーを噴射し続けると、ヒグマはテントから離れていった。なお、同地は自然保護区のため銃の所持・使用は禁止されている。
事後、ガイドたちは星野に小屋で寝るよう説得したが、星野は「この時期はサケが川を上って食べ物が豊富だから、ヒグマは襲ってこない」として取り合わなかった。一方でアメリカ人写真家は身の危険を感じ、近くの鮭観察タワーに宿泊した。
8月1日、環境保護団体のグループが訪れ同地でキャンプをしたが、靴を持ち去ったり、写真家が不在だった鮭観察タワーに一晩中よじ登ろうとするヒグマに怯え眠れなかったという。
8月6日夜、再度星野のテント近くに現れたヒグマをガイドがスプレーで追い払った。ガイドは再び強く小屋への移動を勧めたが、星野はこの時も聞き入れなかったという。
8月8日の深夜4時頃、星野の悲鳴とヒグマのうなり声が暗闇のキャンプ場に響き渡った。小屋から出てきたTBSスタッフは「テント！ベアー！ベアー！」とガイドに叫んだ。ガイドが懐中電灯で照らすとヒグマが星野を咥えて森へ引きずっていく姿が見えた。ガイドたちは大声をあげシャベルをガンガンと叩いたが、ヒグマは一度頭をあげただけで、そのまま森へ消えていった。テントはひしゃげていて支柱は折れ、星野の寝袋は切り裂かれていた。ガイドの救助無線を受け、ヘリコプターで到着した捜索隊は上空からヒグマを発見し、射殺した。星野の遺体は森の中でヒグマに喰い荒らされた姿で発見された。
事件から１０年後の２００６年、星野氏の友人らによって、星野氏を襲撃したヒグマは、地元テレビ局の社長が餌付けした個体であることが判明。事件前、小屋の食糧庫にヒグマがよじ登り、飛び跳ねていた経緯から、このクマ撮影隊の来る直前まで餌付けされ、隊の到着後は餌をもらえていなかったかもしれず、またその件について、星野氏には伝えられていなかった可能性が浮上している。
さらにこの年は鮭の遡上が遅れ気味で、食糧が不足していた。死の直前まで撮影された星野の映像は遺族の意向もあり、「極東ロシアヒグマ王国～写真家・星野道夫氏をしのんで～」と題し、後日放送された。

## 死後
1997年、龍村仁監督による映画『地球交響曲第3番』の第1部に「星野道夫編」として取り上げられた（第2部はフリーマン・ダイソン編、第3部はナイノア・トンプソン編）。なお星野は元々出演予定だったが、事故を踏まえ星野の追悼を主題とし、その足跡を辿りながら星野と交流のあった人を紹介している。
2003年、三省堂出版の高等学校向け文部科学省検定済教科書『CROWN ENGLISH SERIES I』にエッセイ「16歳の時（英題:When I was sixteen）」が掲載される。また2006年には、桐原書店出版の高校向け文部科学省検定済教科書『PRO-VISION ENGLISH COURSE Ⅱ』に偉人の一人として掲載される。
2006年7月24日、NHKにて『ハイビジョン特集 アラスカ 星のような物語〜写真家・星野道夫 大地との対話〜』が放映された。
2016年8月より、「没後20年　特別展　星野道夫の旅」と題した写真展が開催された。この巡回展は2018年夏頃まで、全国を巡回して行われた。写真展示のほか、星野道夫が使用していたカメラやカヌーなどの愛用品の展示も行われた。
2018年1月11日にNHK BS1の『BS1スペシャル』にて『父と子のアラスカ〜星野道夫 生命（いのち）の旅〜』が放映された。

## 作品
随筆のみの著書が多数出版されている。代表的な写真作品の一部は、富士フイルムのウェブ写真美術館に展示され鑑賞することができる。

### 写真集
- GRIZZLY（平凡社 1985年）
- Alaska 極北・生命の地図（朝日新聞社 1990年）
- ALASKA 風のような物語（小学館 1991年）
- アークティック・オデッセイ（新潮社 1994年）
- GOMBE（メディアファクトリー 1997年）
- 星野道夫の仕事〔全4巻〕（朝日新聞社 1998年 - 1999年）

### 随筆
- アラスカ 光と風（六興出版 1986年）
- イニュニック［生命］（新潮社 1993年）
- 旅をする木（文藝春秋 1994年）
- 森と氷河と鯨-ワタリガラスの伝説を求めて（世界文化社 1996年／文春文庫 2017年）
- ノーザンライツ（新潮社 1997年）
- アフリカ旅日記　ゴンベの森へ（メディアファクトリー 1999年／ちくま文庫 2025年）
- 長い旅の途上 [遺稿集]（文藝春秋 1999年／文春文庫 2002年）

### 写真絵本
- アラスカたんけん記（福音館書店 1990年）
- ナヌークの贈りもの（小学館 1996年）
- 森へ（福音館書店 1996年）小学校の教科書にも載っている作品
- クマよ（福音館書店 1999年）

### その他
- 表現者 （星野道夫、松家仁之、大谷映芳、他 著 スイッチ・パブリッシング 1998年）
- 魔法のことば [講演集] （スイッチ・パブリッシング 2003年）
- 星野道夫著作集 1～5 （新潮社 2003年）
- 星野道夫と見た風景（星野道夫・星野直子 著 新潮社 2005年）
- 終わりのない旅 星野道夫インタヴュー （湯川豊 著 スイッチ・パブリッシング 2006年）

## 関連書籍
- Switch Vol.12 No.3『星野道夫 狩猟の匂いを我々は嗅ぐことができるか』（スイッチ・パブリッシング 1994年）
- Switch Vol.15 No.1『星野道夫 種から植える花 旅をする人』（スイッチ・パブリッシング 1997年）
- Switch Vol.17 No.1『星野道夫 星を継ぐ者たち』（スイッチ・パブリッシング 1999年）
- 旅をした人 星野道夫の生と死 （池澤夏樹 著 スイッチ・パブリッシング 2000年）
- 星野道夫物語―アラスカの呼び声 （国松俊英 著 ポプラ社 2003年）
- ブルーベア （Lynn Schooler 原著・永井淳 訳 集英社 2003年）
- COYOTE No.2『特集 星野道夫 ぼくはこのような本を読んで旅に出かけた』（スイッチ・パブリッシング 2004年）
- 星野道夫 永遠のまなざし （小坂洋右・大山卓悠 著 山と渓谷社 2006年）
- COYOTE No.16『特集 トーテムポールを立てる［見えないものに価値を置く世界］』（スイッチ・パブリッシング 2007年）
- COYOTE No.34『特集 たったひとりのアラスカ』（スイッチ・パブリッシング 2008年）
- 教育出版「中学国語2」(中学検定教科書) - 『長い旅の途上』より『悠久の自然』掲載。
- 三省堂「CROWN1」（高校検定教科書） - Lesson2でアラスカに行った時のことが本文として使われている。
- 中井貴惠『ニューイングランド物語 信号三つの町に暮らして』　角川書店〈角川文庫〉、1997年2月
- 中井貴恵『ピリカ コタン―北の大地からのラブレター』　角川書店〈角川文庫〉、2000年4月